# Explosión submarina
Una explosión submarina, también conocida como UNDEX (UNDerwater EXplosion), es una explosión que ocurre debajo de la superficie del agua. Este tipo de explosión suele ser química o nuclear. Se categorizan de acuerdo a su profundidad a partir de la superficie del agua, debido a que de esto depende la intensidad de sus efectos. 

Prueba nuclear BAKER.

## Efectos
Los efectos dependen de diversos factores como la distancia del punto de explosión, la energía liberada, la profundidad, entre otros.
Se clasifican en 
- Superficiales: el cráter creado en la superficie del agua es mayor a la profundidad de la explosión.

- Profundas: el cráter creado en la superficie del agua es menor a la profundidad de la explosión.